# Marchiennes
Marchiennes – miejscowość i gmina we Francji, w regionie Hauts-de-France, w departamencie Nord.
Według danych na rok 1990 gminę zamieszkiwały 4164 osoby, a gęstość zaludnienia wynosiła 194 osób/km² (wśród 1549 gmin regionu Nord-Pas-de-Calais Marchiennes plasuje się na 214. miejscu pod względem liczby ludności, natomiast pod względem powierzchni na miejscu 45.).